# Palazzo Antonini
O Palazzo Antonini é uma residência urbana de Údine, na Itália, projectada pelo arquitecto Andrea Palladio, em meados do século XVI, para a família Antonini, proprietária de vários outros palácios na cidade.
Actualmente, é sede duma filial do Banco de Itália.

## História

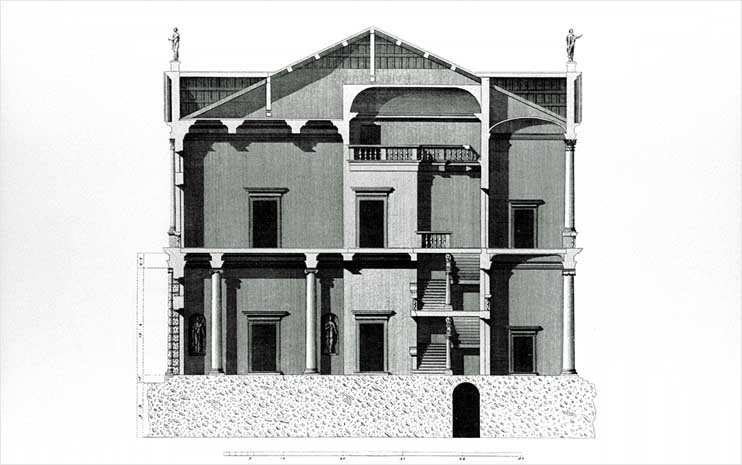
Secção do Palazzo Antonini por Ottavio Bertotti Scamozzi, 1781.

O início da construção do Palazzo Antonini foi fixado tradicionalmente em 1556, em concomitância com a construção do Arco Bollani, outra obra de Palladio em Údine.
O cliente foi Floriano Antonini, jovem e ambicioso expoente duma das famílias mais visíveis da aristocracia udinense que, desejoso de redescobrir uma tradição erudita, fez cunhar uma medalha de fundação do palácio, provavelmente para demonstrar que o gosto sofisticado não era exclusivo dos círculos aristocráticos da capital da Sereníssima, Veneza. Em 1559, o palácio já estava parcialmente habitável, mas em 1563 o estaleiro ainda estava em actividade.
No século seguinte, pelo menos duas campanhas de trabalhos modificaram fortemente o aspecto do edifício, chegando a substituir todas as janelas, com excepção daquela à direita da loggia na fachada traseira, e as escadas interiores. Em 1709, Martino Fischer realizou os aparatos decorativos, contribuindo para desnaturar definitivamente os interiores palladianos. O que resta, essencialmente, do projecto palladiano são a planimetria (com excepção das escadas) e a volumetria geral do edifício, as loggias anterior e posterior (das quais, porém, não foram realizados os frontões) e os elementos da "Sala com Quatro Colunas" ("sala a quattro colonne").

## O projecto de Palladio

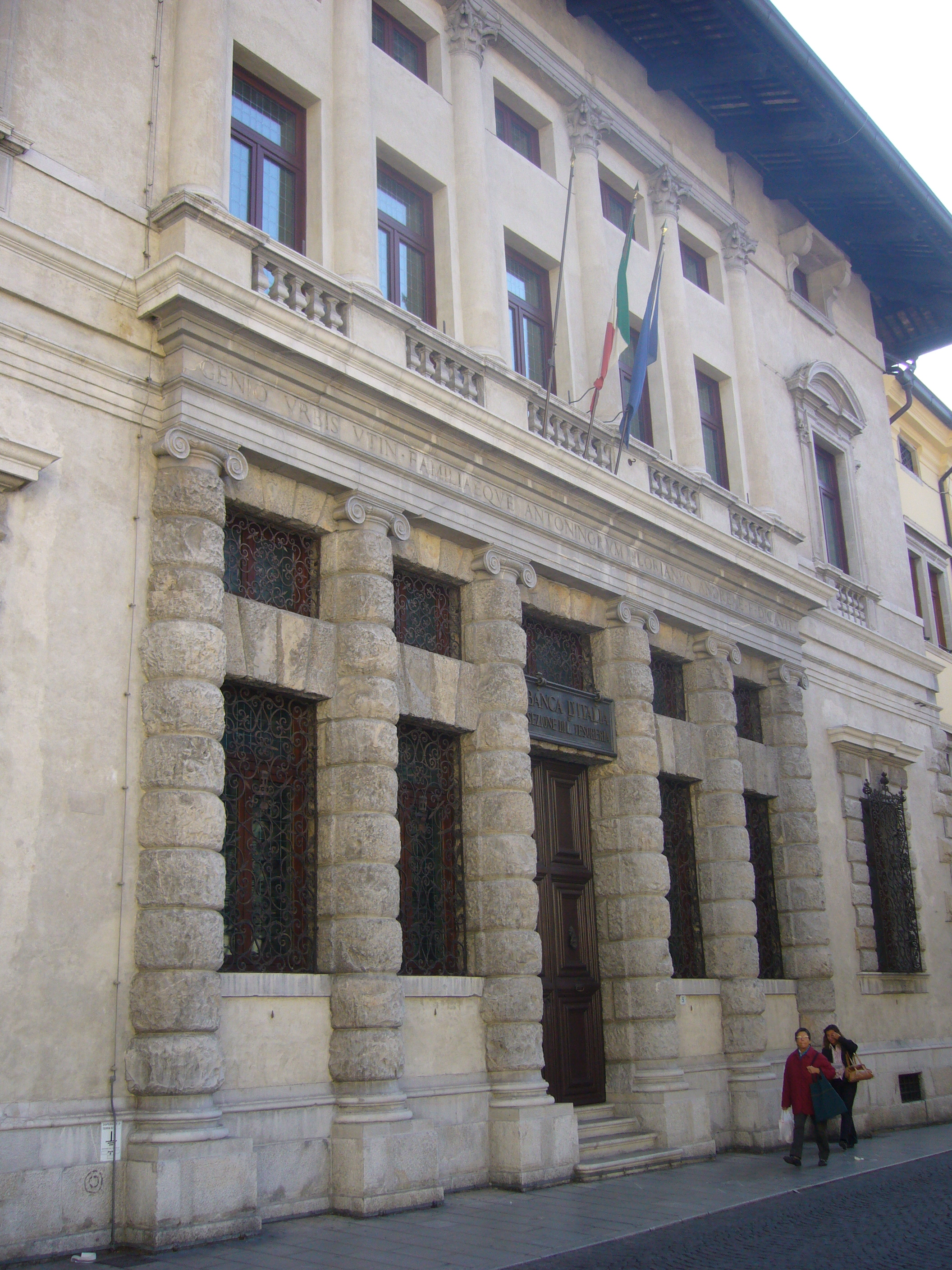
Detalhe da fachada.

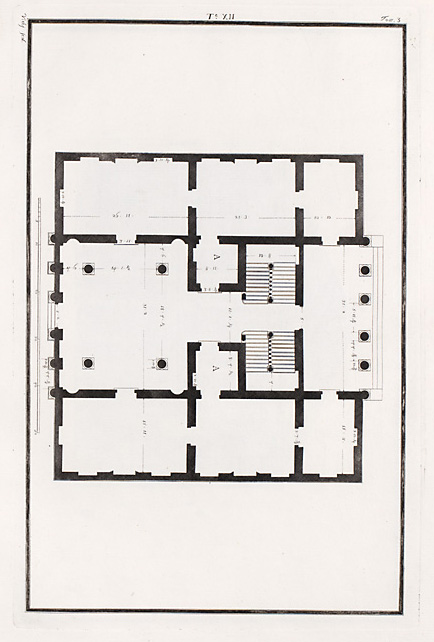
Planta do palácio por Ottavio Bertotti Scamozzi, 1781.

O projecto abre a secção do tratado de Palladio I Quattro Libri dell'Architettura (1570) dedicada aos palácios de cidade, ainda que, como já acontecia com a Villa Pisani em Montagnana ou a Villa Cornaro em Piombino, o Palazzo Antonini seja um edifício ambivalente, embora de sinal oposto: é, de facto, um palácio urbano com tipologia de villa suburbana. De resto, deve ter-se em consideração que surgia nas margens do centro urbano, numa área aberta com jardins, como acontecia com o Palazzo Chiericati ou o Palazzo Civena em Vicenza. 
O desenho das fachadas é fascinante: de modo particular, a fachada sobre a estrada, com semicolunas jónicas obtidas por rochas de pedra que pré-anunciam as da Villa Serego em Santa Sofia, costitui uma verdadeira excepção na poética palladiana. O arquitecto descreve-a assim no seu tratado:
Mas vamos agora voltar ao edifício, o qual está situado em Údine, a capital do Friul, e que foi erguido cuidadosamente para Floriano Antonini, um cavalheiro dessa cidade. A ordem do primeiro andar da fachada é um opus rusticum, as colunas da fachada de entrada e da loggia inferior são de ordem jónica...
A vista desta fachada, nesse mesmo tratado, apresenta semi-colunas com reboco liso; a sua realização, com blocos de pedra, foi, talvez, um pedido do mestre de obras.
Por outro lado, uma densa rede de perfurações faz da loggia sobre a estrada uma espécie de diafragma trasparente à luz. 
Todo o edifício é como que fechado por faixas contínuas de pedra, da base das semicolunas ao entablamento, até à faixa correspondente ao friso superior onde se abriam as pequenas janelas sem cornijas do sótão.